# 이언 볼
이언 토머스 볼(영어: Ian Thomas Ball, 1975년 10월 19일 ~ 현재)은 잉글랜드의 음악가로, 인디 록 밴드 고메즈의 보컬이자 기타리스트 멤버로 유명하다. 현재 두 개의 솔로 음반을 냈으며, 14명이 속해있는 슈퍼그룹 오퍼레이션 알로하에서도 같은 고메즈의 멤버인 올리 피콕과 함께 음반에 참여하였다.

## 디스코그래피
- 《Who Goes There》 (2007)
- 《Unfold Yourself》 (2013)